# Palác Pomořanského zemstva
Palác Pomořanského zemstva (pol. Pałac Ziemstwa Pomorskiego, něm. General Landschaftsgebäude) je novobarokní stavba ve středu polského města Štětín na adrese aleja Niepodległości 40 na nároží ulice Bogurodzicy a aleji Niepodległości (městské sídliště Centrum). Je chráněn jako kulturní památka (č. A-894 z 12. července 1976). V současné době zde sídlí Akademie umění.

## Dějiny paláce
Novobarokní palác s monumentálním průčelím byl postaven v letech 1893–1895 na náměstí Průvodů (něm. Paradeplatz, dnes alej Niepodległości) pro Společnost Pomořanského Zemstva – jednalo se o společnost bohatých vlastníků půdy z Pomořanska. V budově sídlila hypoteční banka sdružení.
Po druhé světové válce v paláci sídlily bankovní instituce: zpočátku Poštovní spořitelna (Pocztowa Kasa Oszczędności), později Všeobecná spořitelna (Powszechna Kasa Oszczędności). Do roku 2014 v budově sídlila banka PKO BP. Dnes je budova sídlem Akademie umění.

## Galerie

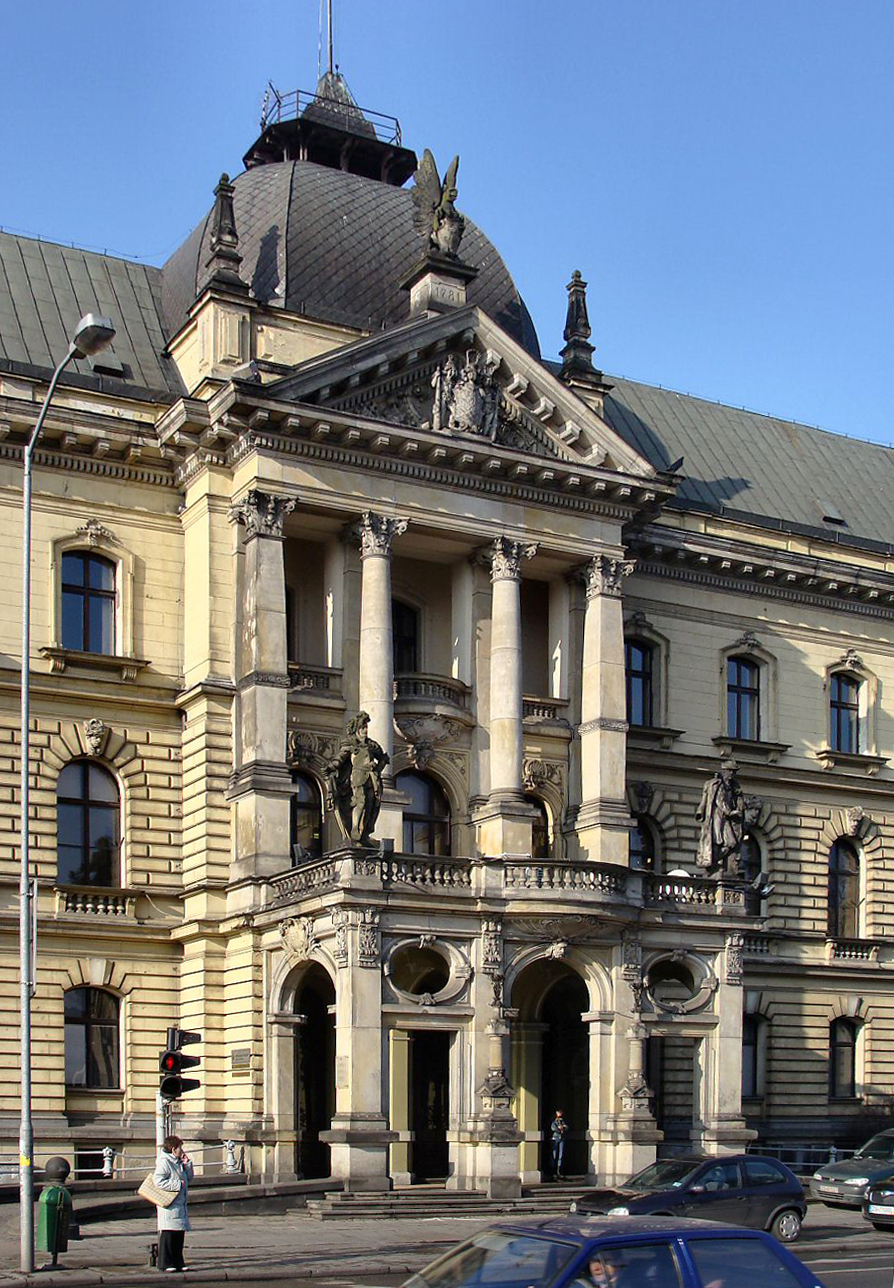
Rizalit
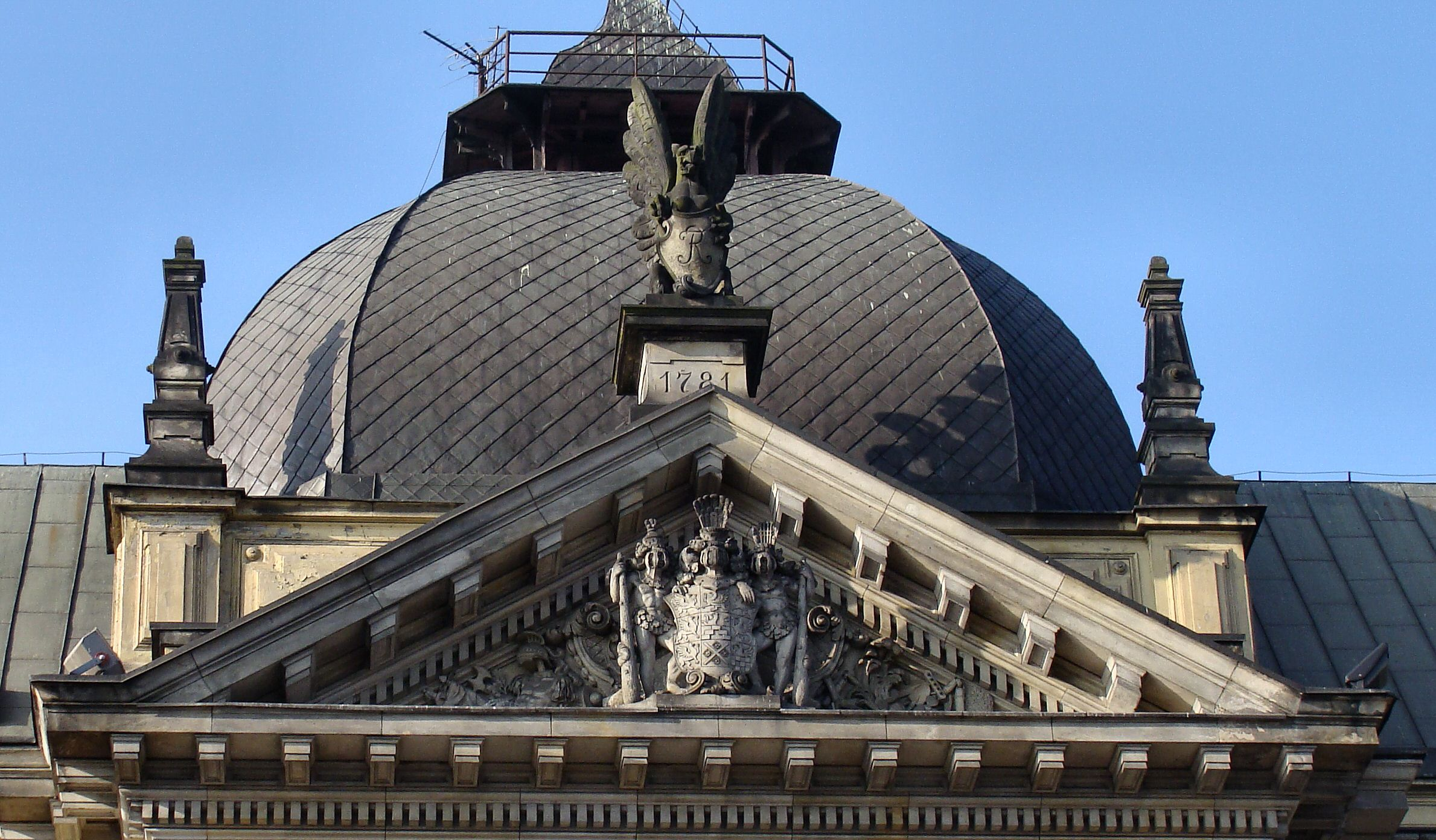
Tympanon
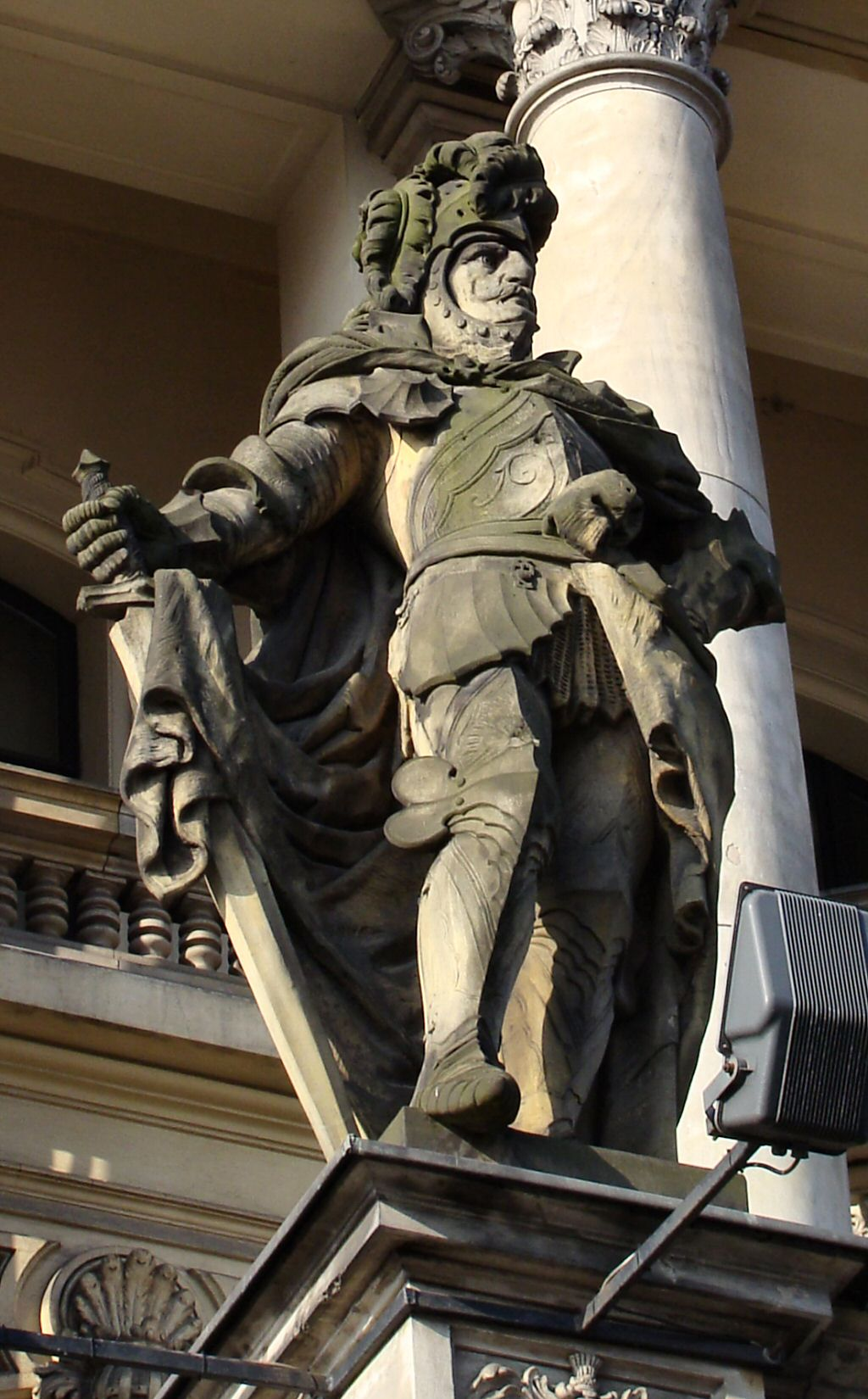
Socha rytíře
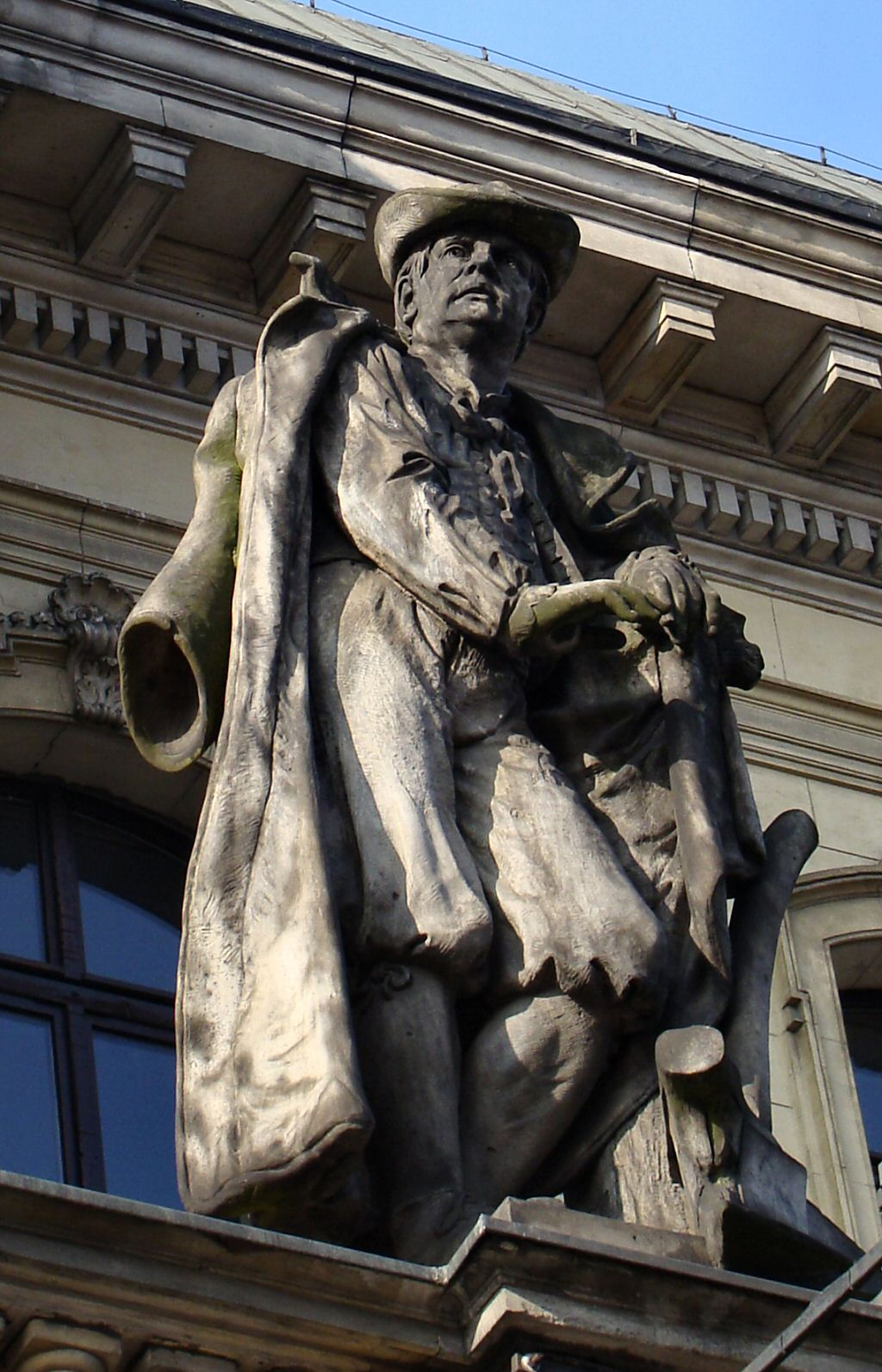
Socha farmáře